# Tratamento do transtorno de personalidade borderline
A base do tratamento do transtorno de personalidade borderline inclui várias formas de psicoterapia, com medicamentos sendo considerados de pouco úteis.

## Psicoterapia
Tradicionalmente, há ceticismo sobre o tratamento psicológico dos transtornos de personalidade, mas vários tipos específicos de psicoterapia para o TPB foram desenvolvidos nos últimos anos. Há evidências crescentes do papel da psicoterapia no tratamento de pessoas com TPB, com indicações de que intervenções psicoterapêuticas abrangentes e não abrangentes podem ter um efeito benéfico. A terapia de suporte por si só pode aumentar a auto-estima e mobilizar as forças existentes dos indivíduos com TPB. As psicoterapias específicas podem envolver sessões durante vários meses ou, como é particularmente comum nos transtornos de personalidade, vários anos. Muitas vezes, a psicoterapia pode ser conduzida individualmente ou em grupo. A terapia de grupo pode ajudar na aprendizagem e na prática de habilidades interpessoais e autoconsciência por indivíduos com TPB, embora as taxas de abandono possam ser problemáticas.

### Terapia comportamental
A professora de psicologia da Universidade de Washington, Marsha Linehan, é responsável pelo desenvolvimento do primeiro tratamento padrão com suporte empírico para o TPB, denominado terapia comportamental dialética (TCD). A TCD cresceu dramaticamente em popularidade entre os profissionais de saúde mental após a publicação dos manuais de tratamento de Linehan para a TCD em 1993. A TCD foi originalmente desenvolvida como uma intervenção para pacientes que preenchem os critérios para o TPB e, particularmente, aqueles que são altamente suicidas.
A TCD extrai os seus princípios da ciência comportamental (incluindo técnicas cognitivo-comportamentais), filosofia dialética e prática Zen . O tratamento enfatiza o equilíbrio entre a aceitação e a mudança (portanto, dialética), com o objetivo geral de ajudar os pacientes não apenas a sobreviver, mas a construir uma vida que valha a pena ser vivida. O tratamento é realizado em quatro estágios, sendo as lesões autoinfligdas e outras questões potencialmente fatais prioridade. No segundo estágio, os pacientes são encorajados a vivenciar as emoções dolorosas que vêm evitando. O terceiro estágio trata de problemas da vida, como problemas profissionais e conjugais. Finalmente, o quarto estágio concentra-se em ajudar os clientes a se sentirem completos e a reduzir aa sensações de vazio e tédio.
A TCD engloba quatro modos de terapia:
- O primeiro modo é a terapia individual tradicional entre um único terapeuta e o paciente.
- O segundo modo da terapia é o treinamento de habilidades; um componente central da TCD é aprender novas habilidades comportamentais, incluindo atenção plena, eficácia interpessoal (por exemplo, assertividade e competências sociais), lidar de forma adaptativa a angústia e crises, e identificar e regular as reações emocionais.[6]
- O terceiro modo da terapia usado é a generalização de habilidades, que se concentra em ajudar os clientes a integrar as habilidades ensinadas na TCD nas situações da vida real.[7] Isso geralmente envolve treinamento na forma de contato telefónico fora do horário normal de terapia. As ligações geralmente são interações breves com o objetivo de ajudar os clientes a aplicar habilidades específicas às circunstâncias pelas quais estão a passar.
- O quarto modo da terapia é o uso de uma equipa de consulta projetada para apoiar os terapeutas. Essas equipas têm várias funções importantes, incluindo reduzir o esgotamento do terapeuta, fornecer terapia para os terapeutas, melhorar a empatia para os pacientes e fornecer consultas contínuas para as dificuldades do paciente.

O objetivo de todas as abordagens de tratamento da TCD é reduzir as tendências de ações ineficazes associadas a emoções desreguladas. A TCD é baseada numa teoria biossocial do funcionamento da personalidade, na qual o problema central é visto como o colapso dos sistemas de regulação cognitiva, comportamental e emocional do paciente ao vivenciar emoções intensas. A etiologia do TPB é vista como uma predisposição biológica para a desregulação emocional combinada com um ambiente social aparentemente invalidante.
A TCD pode ser baseada numa teoria biossocial do funcionamento da personalidade, na qual o TPB é visto como um distúrbio biológico da regulação emocional num ambiente social experimentado como invalidante pelo paciente limítrofe.
Vários estudos aleatórios controlados comparando a TCD com outras formas de tratamentos cognitivo-comportamentais favoreceram o uso da TCD para tratar pacientes limítrofes. Especificamente, a TCD reduziu significativamente os gestos automutilantes, o comportamento suicida, a impulsividade, a raiva e o uso de serviços de crise entre os pacientes. Essas reduções foram encontradas mesmo quando controladas para outros fatores de tratamento, como a experiência do terapeuta, a acessibilidade do tratamento, o sexo do terapeuta e o número de horas gastas na terapia individual. Numa meta-análise, verificou-se que o TCD foi moderadamente eficaz. No entanto, nenhuma das terapias estudadas (incluindo a TCD) "preencheu os critérios para tratamento empiricamente apoiado". A eficácia adicional no tratamento geral do TPB é menos clara; pesquisas futuras são necessárias para isolar os componentes específicos da TCD que são mais eficazes no tratamento do TPB. Além disso, poucas pesquisas examinaram a eficácia da TCD no tratamento de pacientes do sexo masculino e de minorias com TPB. Descobriu-se ainda que treinar enfermeiros no uso da TCD substitui um pessimismo terapêutico por uma compreensão e perspectiva mais otimistas.

### Terapia do esquema
A terapia do esquema (também chamada de terapia focada no esquema) é uma abordagem integrativa baseada em técnicas cognitivo-comportamentais ou baseadas em habilidades, juntamente com relações de objeto e abordagens gestálticas. Ela visa abordar diretamente oaspectos mais profundos da emoção, personalidade e esquemas (formas fundamentais de categorizar e reagir ao mundo). O tratamento também enfoca o relacionamento com o terapeuta (incluindo um processo de "parentalidade limitada"), a vida diária fora da terapia e as experiências traumáticas da infância. Foi desenvolvido por Jeffrey Young e foi estabelecido na década de 1990. Pesquisas recentes limitadas sugerem que é significativamente mais eficaz do que a psicoterapia focada na transferência, com metade dos indivíduos com transtorno de personalidade limítrofe avaliados como tendo alcançado recuperação completa após quatro anos, com dois terços mostrando melhora clinicamente significativa.   Outro estudo muito pequeno também sugeriu eficácia.

### Terapia cognitivo-comportamental
A terapia cognitivo-comportamental (TCC) é o tratamento psicológico mais amplamente utilizado em transtornos mentais, mas parece ter menos sucesso no TPB, em parte devido às dificuldades em desenvolver um relacionamento terapêutico e a aderir ao tratamento. Abordagens como a TCD e a terapia focada no esquema foram desenvolvidas em parte como uma tentativa de expandir e adicionar à TCC tradicional, que usa um número limitado de sessões para tratar padrões desadaptativos específicos do pensamento, percepção e comportamento. Um estudo recente encontrou vários benefícios sustentados pela TCC, além do tratamento usual, após uma média de 16 sessões num ano.

### Psicanálise
É no DSM-IV que o termo assume duas orientações: uma psiquiátrica e outra comportamental, inserida numa psicopatologia psicanalítica. Nessa cisão, assume-se o diagnóstico, ou seja, um caráter de sintomas a ser erradicado, ou um tipo particular de paciente de psicanalistas.

### Psicoterapia psicodinâmica no geral
A psicoterapia psicodinâmica (PP) inclui diferentes tipos de psicoterapia derivados da psicanálise. A duração da psicoterapia psicodinâmica varia de 10 a 25 sessões (psicoterapia psicodinâmica de curto prazo) a mais de 200 sessões. A ênfase principal dessas medidas é muito diferente. Princípios de tratamento semelhantes focam principalmente  num ou vários problemas-alvo, usando os fundamentos da teoria psicanalítica moderna. Os resultados da meta-análise mostram que a psicoterapia psicodinâmica tem grandes efeitos no tratamento de transtornos de personalidade. Os resultados indicam que a psicoterapia psicodinâmica causa mudanças de longo prazo nos transtornos de personalidade.

### Psicoterapia focada na transferência
A psicoterapia focada na transferência (TFP) é uma forma de terapia psicanalítica que data desde a década de 1960, enraizada nas concepções de Otto Kernberg sobre o TPB e a sua estrutura subjacente (organização da personalidade borderline). Ao contrário do caso da psicanálise tradicional, o terapeuta desempenha um papel muito ativo na PFT. Na sessão, o terapeuta trabalha no seu relacionamento com o paciente. O foco principal está nas emoções do paciente em relação ao seu relacionamento com o psicoterapeuta e no uso de técnicas psicodinâmicas (por exemplo, a interpretação) pelo terapeuta. Este tentará explorar e esclarecer aspectos dessa relação para que as díades de relações objetais subjacentes se tornem claras. Algumas pesquisas limitadas sobre PFT sugerem que pode reduzir alguns sintomas do TPB ao afetar certos processos subjacentes, e que PFT em comparação com a terapia comportamental dialética e a terapia de suporte resulta num funcionamento reflexivo aumentado (a capacidade de pensar realisticamente sobre como os outros pensam) e um estilo de fixação mais seguro. Além disso, a PFT demonstrou ser tão eficaz quanto a TCD na melhora do comportamento suicida e foi mais eficaz do que a TCD no alívio da raiva e na redução do comportamento verbal ou físico agressivos. Pesquisas limitadas sugerem que a PFT parece ser menos eficaz do que a terapia focada no esquema, apesar de ser preferível caso não haja outras formas de tratamento disponíveis.

### Terapia analítico-cognitiva
A terapia analítica-cognitiva combina abordagens cognitivas e psicanalíticas, e foi adaptada para o uso com indivíduos com TPB, tendo obtido resultados mistos.

### Tratamento baseado na mentalização
O tratamento baseado na mentalização, desenvolvido por Peter Fonagy e Antony Bateman, baseia-se na suposição de que as pessoas com TPB têm um distúrbio de apego devido a problemas nos seus relacionamentos pai/mãe-filho/a durante a primeira infância. Fonagy e Bateman levantam a hipótese de que o espelhamento parental e a sintonia inadequados na primeira infância levam a um déficit na mentalização, "na capacidade de pensar sobre os estados mentais como separados, embora potencialmente causadores de ações"; noutras palavras, na capacidade de compreender intuitivamente os pensamentos, intenções e motivações dos outros, e as conexões entre os próprios pensamentos, sentimentos e ações. Acredita-se que a falha da mentalização seja a base dos problemas dos pacientes com TPB em relação ao controle dos impulsos, instabilidade do humor e dificuldades em manter relacionamentos íntimos. O tratamento baseado na mentalização visa desenvolver a capacidade de autorregulação dos pacientes por meio de um programa de tratamento multimodal psicodinamicamente informado que incorpora psicoterapia em grupo e psicoterapia individual numa comunidade terapêutica, hospitalização parcial ou contexto ambulatório. Num ensaio clínico randomizado, um grupo de pacientes com TPB recebeu 18 meses de internação parcial intensiva com TBM, seguido por 18 meses de psicoterapia em grupo, e foram acompanhados por cinco anos. O grupo de tratamento mostrou benefícios significativos numa série de medidas, incluindo número de tentativas de suicídio, redução do tempo no hospital e redução do uso de medicamentos.

### Terapia conjugal ou familiar
A terapia conjugal pode ser útil para estabilizar o relacionamento conjugal, reduzir o número de conflitos e o stress, que podem piorar os sintomas do TPB. A terapia familiar ou psicoeducação familiar pode ajudar a educar os membros da família em relação ao TPB, melhorar a comunicação familiar, a resolução de problemas e a fornecer apoio aos membros da família para lidar com a doença do seu ente querido. 
Dois padrões de envolvimento familiar podem ajudar os médicos a planejar intervenções familiares: envolvimento excessivo e negligência. Pacientes limítrofes oriundos de famílias superenvolvidas frequentemente lutam com problemas de dependência, negando-se ou sentindo raiva dos seus pais.
O interesse no uso de abordagens de psicoeducação e treinamento de habilidades para as famílias com membros limítrofes está a crescer.

## Medicação
O Instituto Nacional de Saúde e Excelência Clínica (NICE) do Reino Unido em 2009 desaconselhou o uso de medicamentos para o tratamento do transtorno de personalidade limítrofe, recomendando que eles sejam considerados apenas para condições comórbidas. Uma revisão da Cochrane de 2006 chegou à mesma conclusão, mas uma atualização de 2010 descobriu que algumas intervenções farmacológicas (antipsicóticos de segunda geração, estabilizadores de humor e suplementação dietética com ácidos graxos ômega 3) podem gerar efeitos benéficos. No entanto, os autores alertaram que a gravidade total do TPB não é significativamente influenciada por nenhuma droga e que a evidência gerada pela revisão foi baseada em estimativas de efeito de estudo único. Nenhum resultado promissor estava disponível para os sintomas básicos do TPB como sentimentos crónicos de vazio, distúrbios de identidade e medo de abandono.

### Antidepressivos
Antidepressivos inibidores selectivos da recaptação da serotonina (ISRS) têm mostrado em ensaios clínicos randomizados melhorar os sintomas que acompanham o TPB como ansiedade, depressão, raiva e hostilidade. De acordo com Listening to Prozac, é necessária uma dose mais alta de um ISRS para tratar transtornos de humor comórbidos ao TPB do que a depressão só. Também leva cerca de três meses para resultados surgirem efeito, em comparação com as três a seis semanas para a depressão.

### Antipsicóticos
Os antipsicóticos atípicos mais novos têm um perfil de efeitos adversos melhores do que os antipsicóticos típicos. Os antipsicóticos às vezes também são usados para tratar distorções do pensamento ou falsas percepções.   Uma meta-análise de dois ensaios controlados aleatoriamente, quatro estudos abertos não controlados e oito relatos de casos sugeriram que vários antipsicóticos atípicos, incluindo a olanzapina, a clozapina, a quetiapina e a risperidona, podem ajudar pacientes com TPB com com sintomas psicóticos, impulsivos ou suicidas. No entanto, existem inúmeros efeitos adversos dos antipsicóticos, notavelmente a discinesia tardia (DT). Os antipsicóticos atípicos são conhecidos por muitas vezes causarem ganho de peso considerável, com complicações de saúde associadas.

### Estabilizadores de humor
Os estabilizadores do humor (usados principalmente para tratar o transtorno bipolar), como o lítio ou a lamotrigina, podem ser úteis para ajudar nos períodos depressivos ou instáveis, bem como nas mudanças rápidas no humor.   

## Serviços e recuperação
Os indivíduos com TPB às vezes usam amplamente os serviços de saúde mental. Pessoas com esse diagnóstico foram responsáveis por cerca de 20 por cento das hospitalizações psiquiátricas segundo uma pesquisa. A maioria dos pacientes com TPB continua a usar o tratamento ambulatório de maneira sustentada por vários anos, mas o número que usa as formas mais restritivas e caras de tratamento, como a internação, diminui com o tempo. A experiência dos serviços varia. Avaliar o risco de suicídio pode ser um desafio para os serviços de saúde mental (e os próprios pacientes tendem a subestimar a letalidade dos comportamentos autolesivos) com um risco cronicamente elevado de suicídio muito acima do da população em geral e um histórico de várias tentativas quando em crise.
Dificuldades particulares têm sido observadas na relação entre os prestadores de cuidados e indivíduos com diagnóstico de TPB. A maioria da equipa psiquiátrica relata achar os pacientes com TPB mais difíceis de ajudar do que outros grupos de pacientes. Por outro lado, aqueles com diagnosticados com TPB relataram que o termo "TPB" parecia um rótulo pejorativo ao invés de um diagnóstico útil, que o comportamento autodestrutivo era incorretamente percebido como manipulador e que tinham acesso limitado aos cuidados. São feitas tentativas para melhorar percepção do público, incluindo dos profissionais da saúde mental, em relação a este transtorno.

### Combinação de farmacoterapia e psicoterapia
Na prática, a psicoterapia e a medicação podem frequentemente ser combinadas, mas os dados sobre a prática clínica são limitados. Estudos frequentemente avaliam a eficácia das intervenções quando combinadas ao "tratamento usual", que pode envolver serviços psiquiátricos gerais, aconselhamento de apoio, medicação e psicoterapia.
Um pequeno estudo, que excluiu indivíduos com um transtorno comórbido do Eixo 1, indicou que os pacientes ambulatoriais submetidos à terapia comportamental dialética e que tomam o antipsicótico Olanzapina apresentam melhora significativamente maior nalgumas medidas relacionadas aos seus sintomas , em comparação com aqueles submetidos à TCD e tomando uma pílula de placebo, embora também tenham experimentado ganho de peso e aumento do colesterol. Outro pequeno estudo descobriu que os pacientes que se submeteram à TCD e depois tomaram fluoxetina (Prozac) não mostraram melhorias significativas, enquanto que aqueles que se submeteram à TCD e depois tomaram um comprimido de placebo mostraram melhoras significativas.

### Dificuldades na terapia
Pode haver desafios únicos no tratamento do TPB, como cuidados hospitalares. Na psicoterapia, um cliente pode ser incommumente sensível à rejeição e ao abandono e pode reagir negativamente (por exemplo, prejudicando-se ou retirando-se do tratamento) se o sentir. Além disso, os médicos podem se distanciar emocionalmente dos indivíduos com TPB como autoproteção ou devido ao estigma associado ao diagnóstico, levando a uma profecia autorrealizável e a um ciclo de estigmatização para o qual o paciente e o terapeuta podem contribuir.
Algumas psicoterapias, incluindo a TCD, foram desenvolvidas parcialmente para superar problemas com sensibilidade interpessoal e manter um relacionamento terapêutico. A adesão aos regimes de medicamentos também é um problema, em parte devido aos efeitos adversos, com taxas de abandono entre 50% e 88% nos testes de medicamentos. Transtornos comórbidos, particularmente transtornos por uso de substâncias, podem complicar as tentativas de alcançar a remissão.

### Outras estratégias
Psicoterapias e medicamentos fazem parte do contexto geral dos serviços de saúde mental e das necessidades psicossociais relacionadas ao TPB. A base de evidências é limitada para ambos, e alguns indivíduos podem renunciá-los ou não beneficiar (o suficiente) deles. Argumentou-se que a categorização diagnóstica pode ter utilidade limitada no direcionamento do trabalho terapêutico nesta área e que, em alguns casos, é apenas com referência às relações passadas e atuais que o comportamento "limítrofe" pode ser entendido como parcialmente adaptativo e como as pessoas podem melhor ser ajudadas.
Muitas outras estratégias podem ser usadas, incluindo técnicas de medicina alternativa (ver Lista de ramos de medicina alternativa; atividade física, incluindo desportos coletivos; técnicas de terapia ocupacional, incluindo artes criativas; seguir uma rotina, nomeadamente através do emprego - ajudando nos sentimentos de competência (por exemplo, a autoeficácia), tendo um papel social e sendo valorizado pelos outros, aumentando a autoestima.
Os serviços psicológicos baseados em grupo encorajam os clientes a socializar e a participar de atividades solitárias e em grupo. Podem ser em centros de dia. As comunidades terapêuticas são um exemplo disso, particularmente na Europa; embora o seu uso tenha diminuído, muitos se especializaram no tratamento de transtornos de personalidade graves .
Os serviços de reabilitação psiquiátrica que visam ajudar as pessoas com problemas de saúde mental a reduzir as suas deficiências psicossociais, a participar em atividades importantes e a evitar o estigma e a exclusão social podem ser valiosos para as pessoas que sofrem de TPB. Existem também muitos grupos de apoio mútuo ou de co-aconselhamento dirigidos por e para indivíduos com TPB. Os serviços, ou objetivos individuais, são cada vez mais baseados num modelo de recuperação que apoia e enfatiza a jornada e o potencial pessoal de um indivíduo.
Os dados indicam que o diagnóstico do TPB é mais variável ao longo do tempo do que o DSM sugere. Percentagens substanciais (por exemplo, cerca de um terço, dependendo dos critérios) das pessoas diagnosticadas com TPB alcançam remissão em um ou dois anos. Um estudo longitudinal descobriu que, seis anos após o diagnóstico de TPB, 56 porcento apresentaram bom funcionamento psicossocial, em comparação com 26 porcento no início do estudo. Embora a realização profissional fosse mais limitada, mesmo em comparação com aqueles com outros transtornos de personalidade, aqueles cujos sintomas haviam remitido eram significativamente mais propensos a ter um bom relacionamento com um cônjuge/parceiro e pelo menos um dos pais, bom desempenho no trabalho/escola, um trabalho sustentado/histórico escolar, bom funcionamento global e psicossocial.